# Hawkes Heights
Die Hawkes Heights sind ein vereister Vulkankrater von 2000 m Höhe, der den südlichen Teil der Coulman-Insel im Rossmeer vor der Borchgrevink-Küste des ostantarktischen Viktorialands dominiert.
Teilnehmer der New Zealand Geological Survey Antarctic Expedition (1958–1959) benannte sie nach Captain William Michael Hawkes (1910–1994) von der United States Navy, der eine führende Rolle bei den frühen Luftoperationen von der McMurdo-Station einschließlich der ersten Landung am geographischen Südpol innehatte.